# Hoření Paseky
Hoření Paseky (německy Oberpassek) je vesnice, část obce Světlá pod Ještědem v okrese Liberec. Nachází se asi dva kilometry severozápadně od Světlé pod Ještědem. Hoření Paseky leží v katastrálním území Světlá pod Ještědem o výměře 7,92 km².

## Historie
První písemná zmínka o vesnici pochází z roku 1749.

## Další fotografie

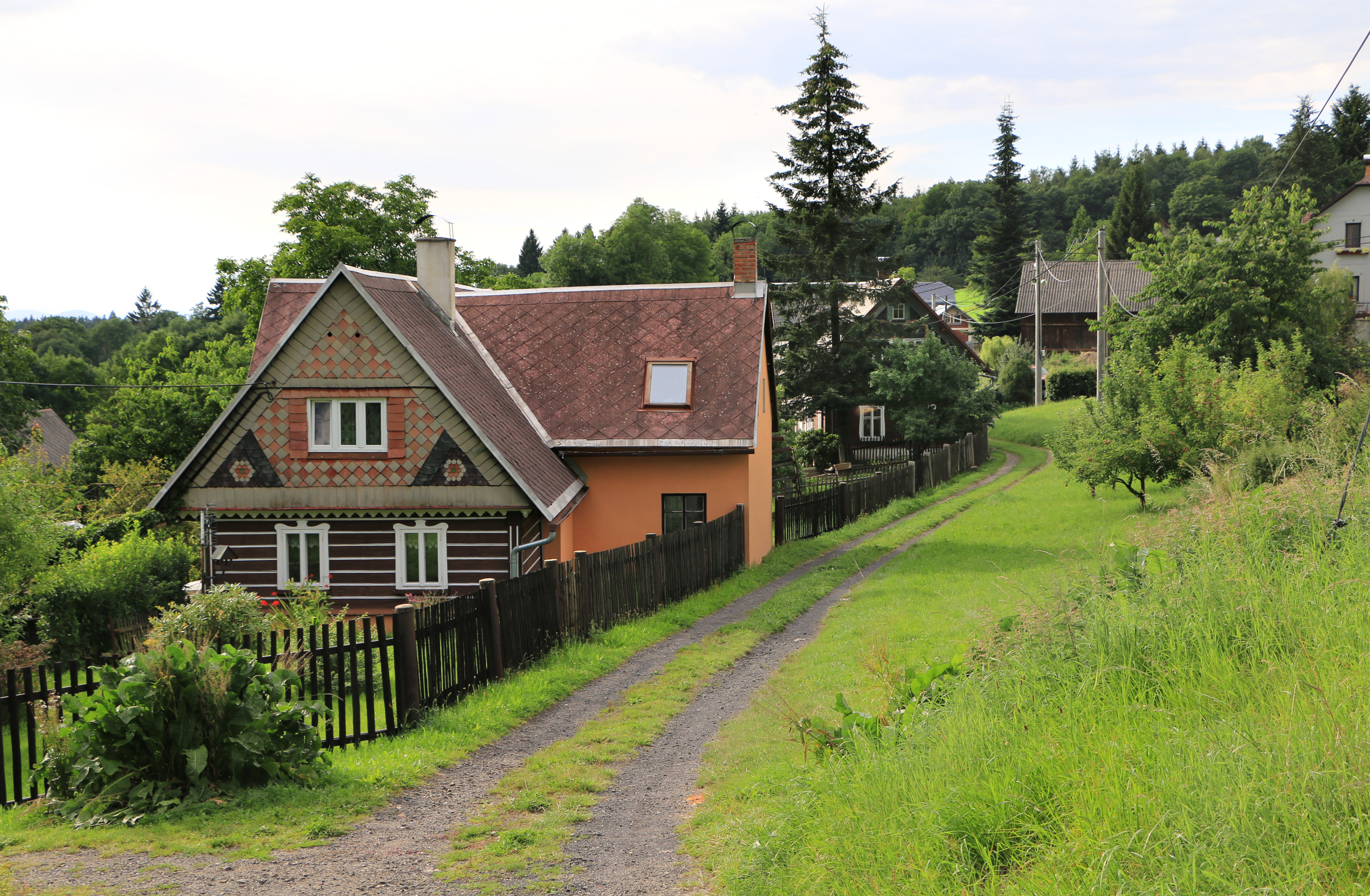
Dolní část vesnice
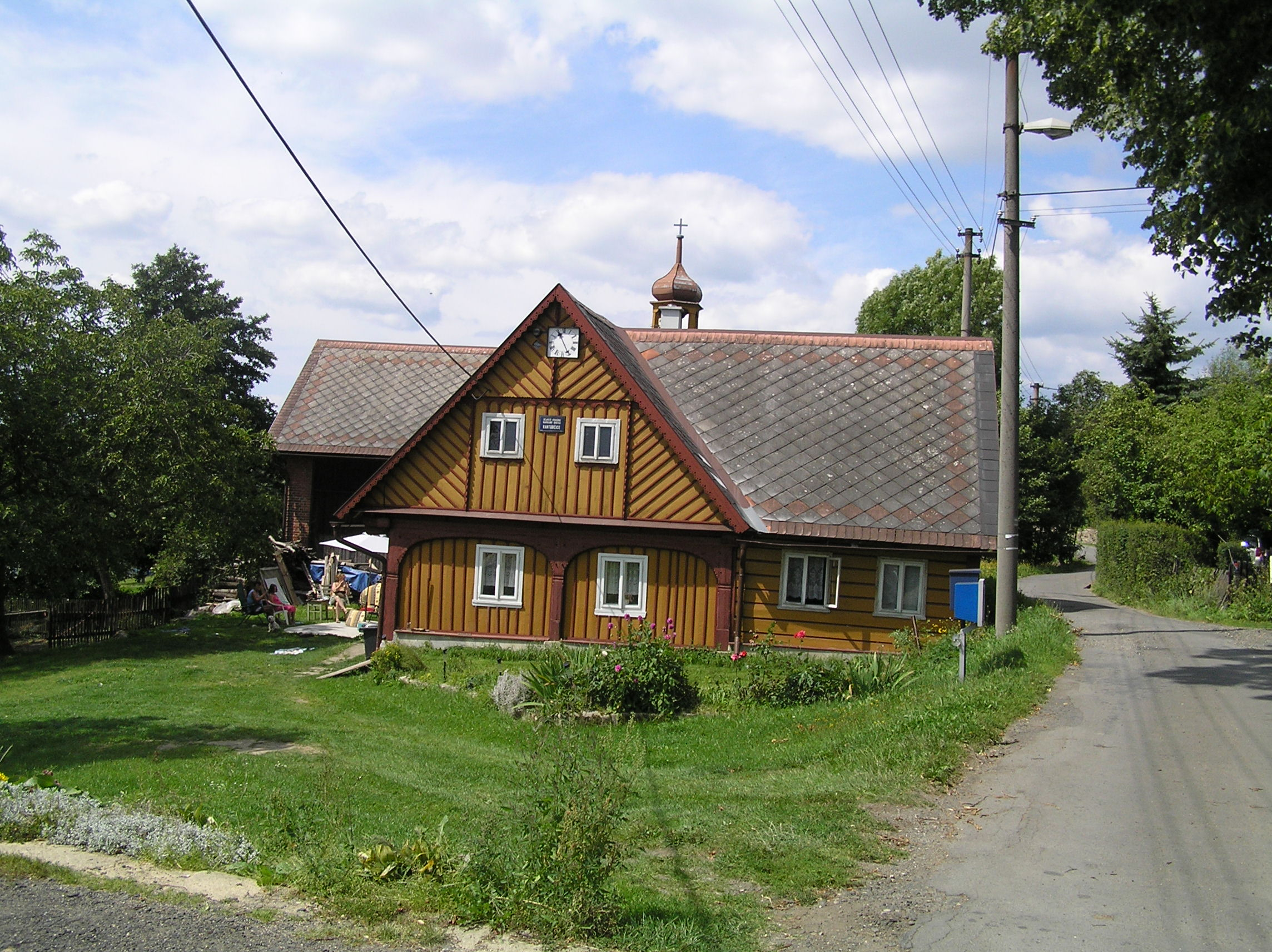
Dům čp. 1
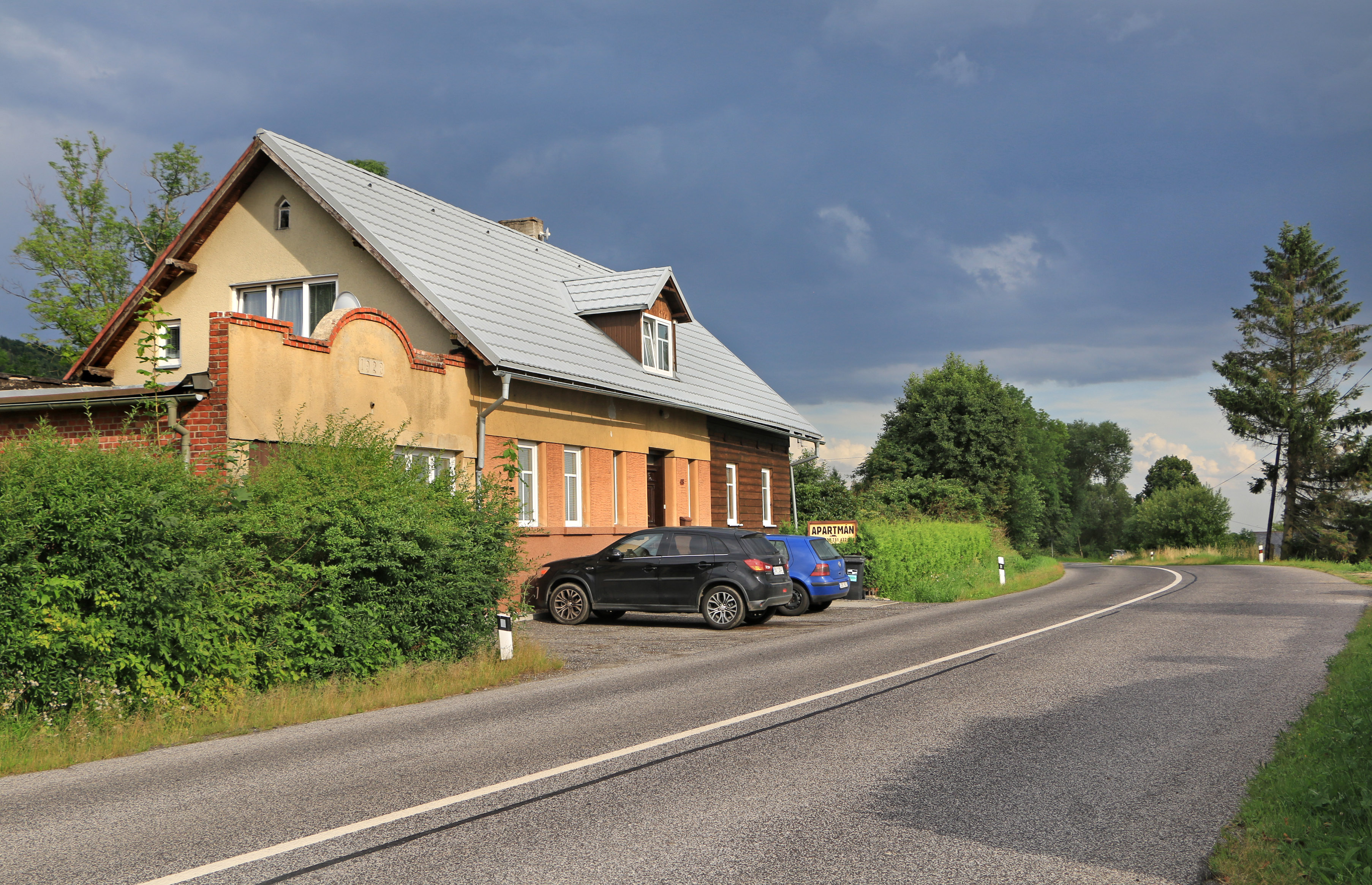
Dům čp. 48 u hlavní silnice

## Pamětihodnosti
- Venkovská usedlost čp. 1, dějiště prózy Kantůrčice od Karoliny Světlé